# Yolanda Ríos
Yolanda Císcar Mateu, conocida artísticamente como Yolanda Ríos (Caracas, 12 de diciembre de 1951-Madrid, 26 de abril de 2012), fue una actriz venezolana famosa por sus intervenciones en el programa-concurso Un, dos, tres... responda otra vez y sus actuaciones teatrales.

## Biografía

### Inicios
Irrumpió en el panorama artístico con tan sólo diecinueve años, interpretando un pequeño papel en la película de Javier Aguirre Pierna creciente, falda menguante (1970), y un año después ya interpretaba a Buero Vallejo en el estreno de Llegada de los dioses, junto a Juan Diego y Concha Velasco.
De ahí saltó a Televisión Española, donde participó en algunos episodios de las series Remite: Maribel (1970), junto a Tina Sainz o Tres eran tres (1972).

### Televisión
Sin embargo, la popularidad le llega cuando Narciso Ibáñez Serrador la elige como una de las azafatas de la que fue la primera etapa del concurso Un, dos, tres... responda otra vez, donde permanece entre 1972 y 1973, y en el primer programa de 1976, en el que junto a sus compañeras secretarias, le daría la alternativa a las nuevas secretarias entregándoles sus gafas. Ella le daría las suyas a María Durán.
Pocos meses después de la finalización del concurso, se produjo una renovación en la dirección y presentación del espacio dominical Tarde para todos que conducía Juan Antonio Fernández Abajo. El nuevo director del programa, Oscar Banegas encarga a la joven Yolanda Ríos ponerse al frente del programa de variedades de tres horas de duración junto al actor Nicolás Romero, procedente de Los Chiripitifláuticos.
En años sucesivos hizo otras incursiones, si bien cada vez más espaciadas. Cabe mencionar su participación en episodios de las series La señora García se confiesa (1977), Los libros (1977), Segunda enseñanza (1986), Éste es mi barrio (1997), Petra Delicado (1999) o El comisario (2000), así como las obras de teatro Cincuenta años de felicidad (1972) y El enfermo imaginario (1979) de Molière, dentro del espacio Estudio 1.

### Cine
Tras su breve experiencia como presentadora de televisión, y a lo largo de la década de los setenta, continuó interpretando pequeños papeles en cine, con filmes como El secreto inconfesable de un chico bien (Jorge Grau, 1976), La espada negra (Francisco Rovira Beleta, 1976), Vota a Gundisalvo (Pedro Lazaga, 1977), El huerto del francés (Paul Naschy, 1978), o Sesión continua (José Luis Garci, 1984).

### Teatro
Finalmente, en teatro ha estrenado obras como Los peces rojos (1973), de Jean Anouilh, con dirección de Gustavo Pérez Puig, El afán de cada noche (1975), de Pedro Gil Paradela, Lo que vio el mayordomo (1979), de Joe Orton, con dirección de Ventura Pons y junto a Ismael Merlo y José María Caffarel, Vivamos hoy (1979), de Santiago Moncada, con Julia Gutiérrez Caba o La vieja señorita del paraíso (1980), de Antonio Gala, junto a Mary Carrillo.
En 1986 entró en la Compañía Nacional de Teatro Clásico, dirigida por Adolfo Marsillach.

### Última etapa
Tras formarse como escenógrafa junto a Elena Kriukova, desempeñó esa responsabilidad en la obra Yo, Leonor (2006), interpretada por María Luisa Merlo. En su última etapa se dedicó a la producción en montajes como Grease o Spamalot.
El 26 de abril de 2012 fallece en Madrid a los 60 años.

## Vida personal
Estuvo casada con el actor y director de escena Juan Calot —hijo a su vez de la actriz Encarna Paso— y padre de sus dos hijos Alicia y Edgar.